# لیوینگستون (تنسی)
لیوینگستون(به انگلیسی: Livingston) شهری در ایالت تنسی کشور ایالات متحده آمریکا است که جمعیت آن در سرشماری سال ۲۰۱۰ میلادی، ۴٬۰۵۸ نفر بوده‌است.